# Corbicula

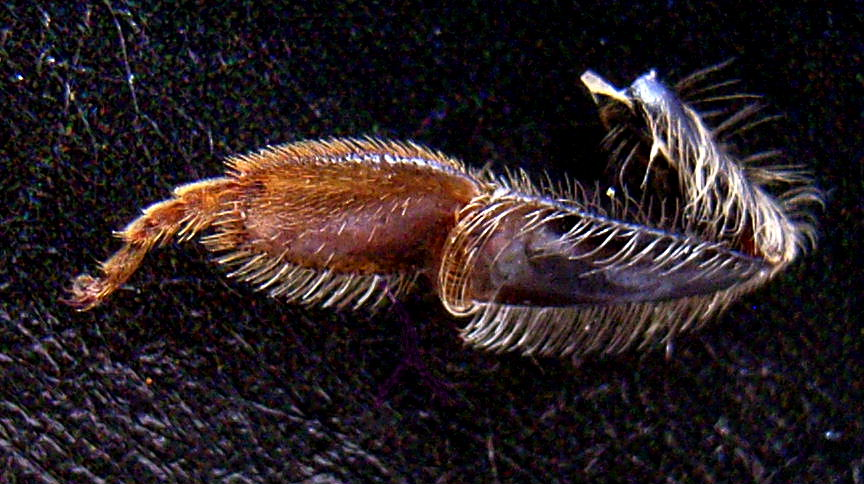
Zampa posteriore dell'ape: la corbicula è ben visibile sulla tibia, nella parte destra dell'immagine

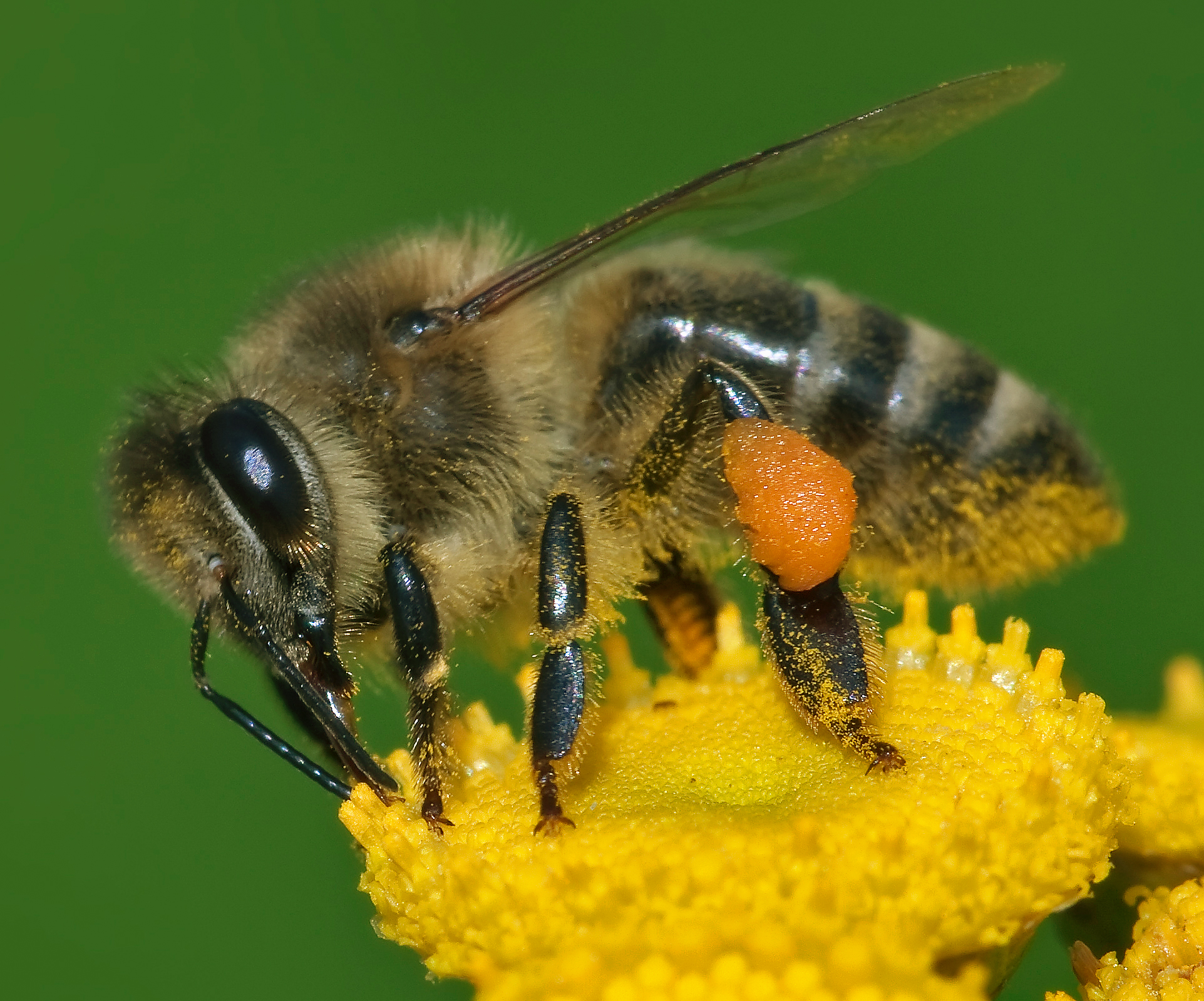
Una Apis mellifera con la corbicula piena di polline

La corbicula o cestella è una struttura specializzata per il trasporto del polline presente nelle specie appartenenti a quattro tribù della famiglia Apidae, sottofamiglia Apinae: Apini, Bombini, Euglossini e Meliponini, che per questo motivo vengono chiamate api corbiculate. La corbicula si trova sulla faccia esterna delle tibie posteriori ed è formata da una superficie liscia e concava circondata da setole ricurve che formano una specie di cesta, da cui il nome corbicula, che in latino significa per l'appunto cesta (diminutivo di corbis "cestella").
L'ape raccoglie con le zampe il polline depositato su tutto il suo corpo dopo che ha visitato un fiore, poi lo passa al pettine di spine nell'estremità delle tibie posteriori, poi lo compatta con la pressa formata da una concavità fra la tibia e il tarso basale e infine lo deposita nella corbicula. Nella concavità della corbicula il polline viene accumulato gradualmente in modo che alla fine formi una pallottola quasi sferica, mentre le setole laterali hanno la funzione di trattenere Il carico di polline. L'ape utilizza miele o nettare per inumidire il polline essiccato e migliorare così la sua adesione.
La corbicula è un tipo particolarmente evoluto di scopa, la struttura con analoga funzione che nella maggior parte delle specie di api non corbiculate è formata da una folta massa di setole tra le quali viene ammassato il polline.